# São João Bosco na Via Tuscolana (diaconia)
São João Bosco na Via Tuscolana (em latim, S. Ioannis Bosco in via Tusculana) é uma diaconia instituída em 5 de fevereiro de 1965, pelo Papa Paulo VI, pela constituição apostólica Romana haec Sedes.

## Titulares protetores
- Federico Callori di Vignale (1965-1971)
- Štěpán Trochta, S.D.B., título pro illa vice (1973-1974)
- Boleslaw Filipiak (1976-1978)
- Egano Righi-Lambertini (1979-1989)
- Virgilio Noè (1991-2002)
- Stephen Fumio Hamao (2003-2007)
- Robert Sarah (2010-)